# After the Fire
After the Fire (ofwel ATF) is een Britse rockband die van progressive rock naar new wave wisselde gedurende hun twaalf jaren durende carrière. De band behaalde een enkele hit in de VS (Der Kommissar) en een hit in het Verenigd Koninkrijk (One Rule For You).

## Vroege carrière
Peter Banks richtte in de vroege jaren zeventig in Londen After the Fire op. De band onderging vele veranderingen in bandleden in haar eerste jaren, om uiteindelijk uit te komen op Banks (keyboard), Andy Piercy (zang en gitaar), Nick Battle (bas) en Ivor Twidell (drums). Met deze formatie kreeg de band binnen Londen bekendheid, en uiteindelijk bracht de band Signs of Change onder eigen label uit in 1978. Signs of Change is gewild door verzamelaars en fans wegens de kleine oplage, wat een hoge prijs ter weeg bracht. Het album is in 2004 opnieuw uitgegeven op cd met enkele bonustracks. Op het album vertoont de band gelijkenissen qua sound met bands als Genesis en Yes.

## Groeiend succes
Na het vertrek van Battle nam Piercy de basgitaar van hem over, en John Russell verenigde zich met de band om Piercy's rol als gitarist over te nemen. De groep tekende bij CBS en bracht een tweede album, Laser Love uit in 1979, wat het begin inluidde van de verandering naar new wave met kortere, aanstekelijke poprock nummers. Twydell scheidde van de band om een carrière als frontman te starten. Hij werd na de opnames van Laser Love tijdelijk vervangen door Nick Brotherwood. Banks veranderde rond deze tijd zijn naam naar "Memory" Banks om verwarring met ex-Yes-gitarist Peter Banks te voorkomen. Terwijl deze veranderingen plaatsvonden kwam One Rule For You binnen in de UK top 40. De groep werd uitgenodigd het nummer die week te spelen bij BCC TV's Top of the Pops, wat verdere successen zou hebben bevorderd. Hun optreden werd echter afgeblazen omdat Gary Numan al zou optreden en de BBC niet meer dan één keyboardnummer in de uitzending zou hebben gewild.
De eerste versie van 80-F, ondanks dat het beter gemaakt was, werd afgewezen door CBS, wat resulteerde in vervroegd vertrek van Brotherwood. The De band, nu met Pete King, eerder lid van The Flys, kregen een nieuwe producer aangewezen die enkele afgewezen nummers van het album Laser Love bewerkte. Geen van de singles eindigden in de Britse hitlijsten, maar 1980-F kreeg, net als de band, bekendheid in Europa, mede door gebruik van het nummer als de intro-tune van Na Sowas!, een televisieshow van de Duitse ZDF.
Batteries Not Included werd in 1982 uitgebracht zonder veel publiciteit, en van airplay kwam weinig. After te Fire kwam weer in de Britse spotlights met de release van hun Engelstalige cover van Der Kommissar, oorspronkelijk een nummer van de Weense zanger Falco. Het nummer schoot de Amerikaanse top tien in, maar in het thuisland haalde het nummer amper de top 50. Dit succes werd gevolgd door een eerste en laatste albumrelease in de VS, ATF, een compilatiealbum van hun Britse albums.

## Dissolution en aftermath
Dit succes kwam te laat. Groeiende onenigheid over de muziek van de band resulteerde in een opheffing van de band in 1982. Piercy wou tijdens de opnames van Der Kommissar al de band verlaten. Tot zijn verbazing werd de single een hit in Canada, en kort daarop ook in de VS, waardoor CBS probeerde de band bij elkaar te houden, wat op niets uitliep. Alle naamrechten van de band werden van Banks overgedragen aan Piercy en CBS.
Piercy ging direct door met de band en nam One Rule en Dancing in the Shadows op. De laatstgenoemde werd uitgegeven als single die enig succes kende in de VS. Piercy begon te werken aan een nieuw album, Free Heat, dat een anagram van After the Fire is, de overgebleven letters spelden rift.  Het album werd op meerde locaties in het Verenigd Koninkrijk opgenomen, waaronder The Manor en The Town House. De enige single die hieruit voort kwam was 8 Ball in the Top Pocket, met op de b-zijde Deep Waters Still Run. De single werd op zowel 7" als 12" uitgegeven. De 12" versie, die tevens One Down for the Highway bevatte, werd voor de release geschrapt.
Artiesten die samen met Piercy en Map Pope werkten waren onder andere Roger Taylor (Queen), Heny Spinetti & Bob Jenkins (brums), John Giblin & Andy (bas), Alan Murphy & John Russell (gitaar), Adrian Lee (toetsen). Mal en John Russell deden beiden ook achtergrondzang.
Het album bevatte de volgende nummers: 8 ball in the Top Pocket, Young Love, Terry, Stop Go, 4th Street room 101, Jewel in the Night, We gotta get out of this place, Young and Wild, One down for the Highway, en Deep Waters Still Run. CBS plande om dit de eerste cd-uitgave van het bedrijf te maken.
Werk aan het album begon moeilijker te worden. De demo's werden niet het soort nummers dat Piercy wou dat ze zouden worden. Tegen het einde van de opnamesessies uitte de producer, John Eden, tegenover Piercy dat hij geen van alle stijlen, bands of schrijvers waar Piercy inspiratie van opdeed goed vond. Het gehele project werd gecanceld door CBS en het album werd nooit uitgegeven. Piercy zei hierover: "Ik geloofde in hun willigheid en het aankomend succes van het album, maar ik realiseer me nu dat ik de benodigde hulp en leiding niet kreeg."
Banks vervolgde zijn carrière met het opzetten van een eigen studio voordat hij een directeur werd van Maldon Computer Company, een software en computernetwerkingbedrijf. Russell werkte in een muziekwinkel en werd later betrokken in jeugdwerk, terwijl Piercy ging werken als een muziekproducent. King, die vanaf 1986 deel uit zou maken van de Duitse rockband BAP, overleed in 1987 aan de gevolgen van zaadbalkanker. Twidell bracht twee soloalbums (Secret Service, 1981 en Duel, 1982) uit onder de naam Iva Twydell, en begon hierna aan een carrière als politieagent. Battle werd een liedschrijver/producer/A&R figuur en werkte onder andere met Godley and Creme en Anthony Phillips, nummers van hem werden gezongen door Cliff Richard en hij is deels verantwoordelijk voor "The Birdie Song" en The Spice Girls.

## Hergeboorte
Tijdens de bandreünie in 2004, georganiseerd door een fan, speelden Banks en Russell samen met Ian Niblo (bas) en John Russells zoon, Matt Russell (drums). Banks werd later overgehaald om mee te doen aan een reünieconcert op het Greenbelt Festival, met Keith Smith als laatste toevoeging aan de band line-up als zanger.
In 2005 bewerkte en releasete de band One Rule, hun Britse hit uit 1979. Ze brachten in oktober van het daaropvolgende jaar Forged from Faith uit, dat beschikbaar was als digitale download.
In januari van 2007 kondigde Smith zijn vertrek aan. De zang tijdens hun eerste optreden in Harrow na Smiths vertrek werd gedaan door Pete Banks en Russell, wat de band een authentieke sound opleverde. Voor Smiths vertrek lagen er plannen op tafel om opnieuw de opnamestudio's in te duiken. Een biografie van de band, in samenwerking met een christelijke uitgever met de voorlopige titel Short Change, werd geschrapt in 2007.
In mei 2008 kondigde de band Tim Turner aan als drummer, overgenomen van Titan Red.
Voor hun tour in de herfst van 2008 werkte After the Fire samen met singer-songwriter Rob Halligan, die niet alleen de band uit de brand hielp met zang en gitaar, maar ook zijn eigen werk speelde tijdens de optredens. De band treedt tot heden op, met een jaarlijkse mini-tour.

## Discografie

### Albums
- Signs of Change (1978)
- Laser Love (1979)
- 80-f (1980)
- Batteries Not Included (1982)
- Der Kommissar (1982)
- Der Kommissar - The CBS Recordings (2005)
- Live at Greenbelt (2005)
- AT2F (2006)
- Radio Sessions 1979–1981 (2009)

### Singles
| Jaar | Titel                           | VK | VS | Album                  |
| ---- | ------------------------------- | -- | -- | ---------------------- |
| 1979 | "One Rule For You"              | 40 | -  | Laser Love             |
| 1979 | "Laser Love"                    | 62 | -  | Laser Love             |
| 1979 | "Life in the City"              | -  | -  | Laser Love             |
| 1980 | "Love Will Always Make You Cry" | -  | -  | 80-f                   |
| 1980 | "Wild West Show"                | -  | -  | 80-f                   |
| 1981 | "Dancing in the Shadows"        | -  | -  | Batteries Not Included |
| 1981 | "Frozen Rivers"                 | -  | -  | Batteries Not Included |
| 1982 | "Rich Boys"                     | -  | -  | Batteries Not Included |
| 1982 | "Der Kommissar"                 | 47 | 5  | Der Kommissar          |
| 1983 | "Dancing in the Shadows"        | -  | 85 | Der Kommissar          |
| 1983 | "8 Ball in the Top Pocket"      | -  | -  |                        |
| 2005 | "One Rule (For Trade Justice)"  | -  | -  |                        |
| 2005 | "Forged From Faith"             | -  | -  |                        |

### Dvd's
| Jaar | Titel                                                                     |
| ---- | ------------------------------------------------------------------------- |
| 2004 | "You Had To Be There" Live at Greenbelt 2004 Cat no 985900-4 ROUGHMIX Ltd |